# Килезотти, Оскар
О́скар Килезо́тти (итал. Oscar Chilesotti; 12 июля 1848, Бассано-дель-Граппа, Венеция, Австрийская империя, ныне Италия — 20 июня 1916, там же) — итальянский музыковед и лютнист.

## Биография
Окончил юридический факультет Падуанского университета, в 1871 году стал доктором юриспруденции. Одновременно с этим изучал игру на музыкальных инструментах (лютня, флейта, виолончель) и знакомился с музыкальной теорией. В дальнейшем посвятил свою жизнь исследованию старинной, преимущественно лютневой, музыки, а также народной песни XVI века и музыкальной эстетики. Расшифровал сложную лютневую табулатуру, переведя её на современную нотацию. Издал антологию старинной итальянской музыки «Библиотека музыкальных редкостей» (итал. Biblioteca di rarità musicali) в 9-ти томах (1883—1915). Выступал в прессе как музыкальный критик. Давал концерты как лютнист, исполняя собственные переложения.

## Сочинения
- I nostri maestri del passato. — Milano, 1882
- Di Giovanni Battista Beserdo e del suo «Thesaurus Harmonious». — Milano, 1888
- Sulla melodiapopolare del Cinquecento. — Milano, 1889
- Le scale arabopersiane e indé. — Leipzig, 1902
- Note circa alcuni Liutisti Italiani della prima metа de Cinquecento. — Torino, 1902
- Francesco da Milano, liutista della prima metа del sec. XVI, «SIMG», IV, 1902/03
- Le alterazioni cromatiche nel secolo XVI, t. III, «SIMG», 1909
- Notes sur la tablature de Luth et de Guitarre, XVI-e et XVII-e siиcles // Encyclopédie de la musique,..., fondateur A. Lavignac. — Paris, 1912.